# برتراند بلان
برتراند بلان (بالفرنسية: Bertrand Blanc)‏ هو متسلق جبال تزلج ‏ فرنسي، ولد في 29 أكتوبر 1973 في بوغ سان موريس في فرنسا.